# 咖哩魚頭
咖哩魚頭（英語：fish head curry）是新加坡的咖哩海鮮菜肴，融合了印度和华人的民族美食。。红鲷鱼头与秋葵和茄子等什锦蔬菜一起炖在咖喱中。 它通常搭配米饭或面包，或作为共享菜肴。

## 作法
咖哩魚頭的做法是以體型較大的魚類頭部，用咖哩醬汁燜煮魚頭，並加入少許茄子、羊角豆、長豆角、豆卜熬煮入味，一般配白飯或印度抛饼食用。酸豆（阿萨姆）汁经常添加到肉汁中，使菜肴具有酸甜的味道（参见阿萨姆鱼）。 这种咖喱鱼头还有较稀的橙色肉汁。这道菜中也可以添加椰奶。

## 起源
咖喱鱼料理是东南亚马来亚联邦的到地特色民食，当时居住在新加坡的喀拉拉邦厨师 M.J. Gomez 想要将南印度美食带给当地食客并融入了鱼头。 他开了一家名为 Gomez Curry 的餐厅，位于索菲亚路，最终位于实利基路 9 号，这两个地方都位于新加坡中区的梧槽区。这道菜于 1949 年在戈麦斯开设的餐厅首次出售。
虽然鱼头在印度次大陆并不普及，但华人顾客认为鱼头砂锅是一种特殊的美食，因此戈麦斯想到用咖喱来烹饪鱼头，并加上自己的食材，从而制定了一道新菜肴。如今，全国各个种族的餐馆都提供这道菜的变种。 咖喱鱼头已成为新加坡人和游客的热门菜肴。价格在 10 到 20 新元之间，通常不被认为是便宜的小贩票价。 它通常装在陶罐中，通常在小贩中心和附近的小吃摊出售。它在新加坡的受欢迎程度也传播到了邻国，如今在马来西亚和印度尼西亚的某些地方也有售。